# (204) Kallisto
(204) Kallisto ist ein Asteroid des mittleren Hauptgürtels, der am 8. Oktober 1879 vom österreichischen Astronomen Johann Palisa an der Marine-Sternwarte Pola in Istrien bei einer Helligkeit von 12 mag entdeckt wurde.
Der Asteroid wurde benannt nach Kallisto, die durch Zeus Mutter von Arkas, dem König von Arkadien, wurde. Sie wurde von Zeus in das Sternbild Großer Bär versetzt, Arkas wurde in einen Bärenhüter verwandelt, der sich am Himmel hinter seiner Mutter als ihr Wächter befindet. Die Benennung erfolgte durch Theodor Oppolzer auf Wunsch des Entdeckers. Den gleichen Namen erhielt auch bereits der von Galilei 1610 entdeckte vierte Mond des Jupiter durch Simon Marius.

## Wissenschaftliche Auswertung
Aus Daten radiometrischer Beobachtungen in Infraroten aus dem Jahr 1974 vom Cerro Tololo Inter-American Observatory in Chile wurden für (204) Kallisto erstmals Werte für den Durchmesser und die Albedo von 50 km und 0,14 bestimmt. Aus Ergebnissen der IRAS Minor Planet Survey (IMPS) wurden 1992 Angaben zu Durchmesser und Albedo für zahlreiche Asteroiden abgeleitet, darunter auch (204) Kallisto, für die damals Werte von 48,6 km bzw. 0,21 erhalten wurden. Mit dem Satelliten Midcourse Space Experiment (MSX) wurden 1996 bis 1997 im Rahmen der Infrared Minor Planet Survey (MIMPS) Daten erhalten, aus denen für den Asteroiden Werte für den mittleren Durchmesser und die Albedo von 48,3 km bzw. 0,22 bestimmt wurden. Eine Auswertung von Beobachtungen durch das Projekt NEOWISE im nahen Infrarot führte 2011 zu vorläufigen Werten für den Durchmesser und die Albedo im sichtbaren Bereich von 54,9 km bzw. 0,16. Nachdem die Werte nach neuen Messungen 2012 auf 50,3 km bzw. 0,19 korrigiert worden waren, wurden sie 2014 auf 48,6 km bzw. 0,20 geändert.
Vom 28. Juni bis 3. Juli 1983 wurden erstmals photometrische Beobachtungen des Asteroiden am Kitt-Peak-Nationalobservatorium in Arizona durchgeführt. Zu der gemessenen Lichtkurve konnte damals nur eine kompatible Rotationsperiode von 14,1 h abgeleitet werden. Neue Messungen vom 12. Juni bis 5. August 2009 am Organ Mesa Observatory in New Mexico schlossen jedoch unterschiedliche zuvor bestimmte Rotationsperioden aus und führten zu einem neuen Wert von 19,489 h.
Mit einer Auswertung photometrischer Daten des Asteroid Terrestrial-impact Last Alert System (ATLAS) aus den Jahren 2015 bis 2018 konnten im Jahr 2020 zwei alternative Positionen für die Rotationsachse des Asteroiden mit prograder Rotation bestimmt werden. Die 2009 gemessene Rotationsperiode wurde für ein ellipsoidisches Modell mit einem Wert von 19,4870 h bestätigt. Vom 29. November bis 30. Dezember 2019 erfolgte dann durch die Italian Amateur Astronomers Union (UAI) am Iota Scorpii Observatory in Italien eine weitere Bestimmung der Rotationsperiode zu 19,505 h.
Zwischen 2012 und 2018 wurden mit der All-Sky Automated Survey for Supernovae (ASAS-SN) auch photometrische Daten von 20.000 Asteroiden aufgezeichnet. Auf mehr als 5000 davon konnte erfolgreich die Methode der konvexen Inversion angewendet werden, darunter auch (204) Kallisto, für die in einer Untersuchung von 2021 ein verbessertes dreidimensionales Gestaltmodell für zwei alternative Rotationsachsen mit prograder Rotation und einer Periode von 19,4867 h berechnet wurde. Aus den Daten von ATLAS konnte in einer Untersuchung von 2022 mit der Methode der konvexen Inversion eine Rotationsperiode von 19,487 h berechnet werden.
Abschätzungen von Masse und Dichte für den Asteroiden (204) Kallisto aufgrund von gravitativen Beeinflussungen auf Testkörper hatten in einer Untersuchung von 2012 zu keinen als sinnvoll erachteten Ergebnissen geführt.